# Imad Khamis
Imad Mohammad Deeb Khamis  (arabiska: عماد محمد ديب خميس), född 1 augusti 1961 i Saqba nära Damaskus, är en syrisk politiker som har varit Syriens premiärminister sedan 2016. Han var tidigare Syriens elektricitetsminister mellan 2011 och 2016.
Khamis avlade examen i elektroteknik från Damaskus Universitet 1981. Han är gift och har tre barn.
Den 24 mars 2012 belades Khamis med sanktioner av EU efter hans påstådda roll i att använda elavbrott som ett sätt att förtrycka syrier.